# Trades Hall

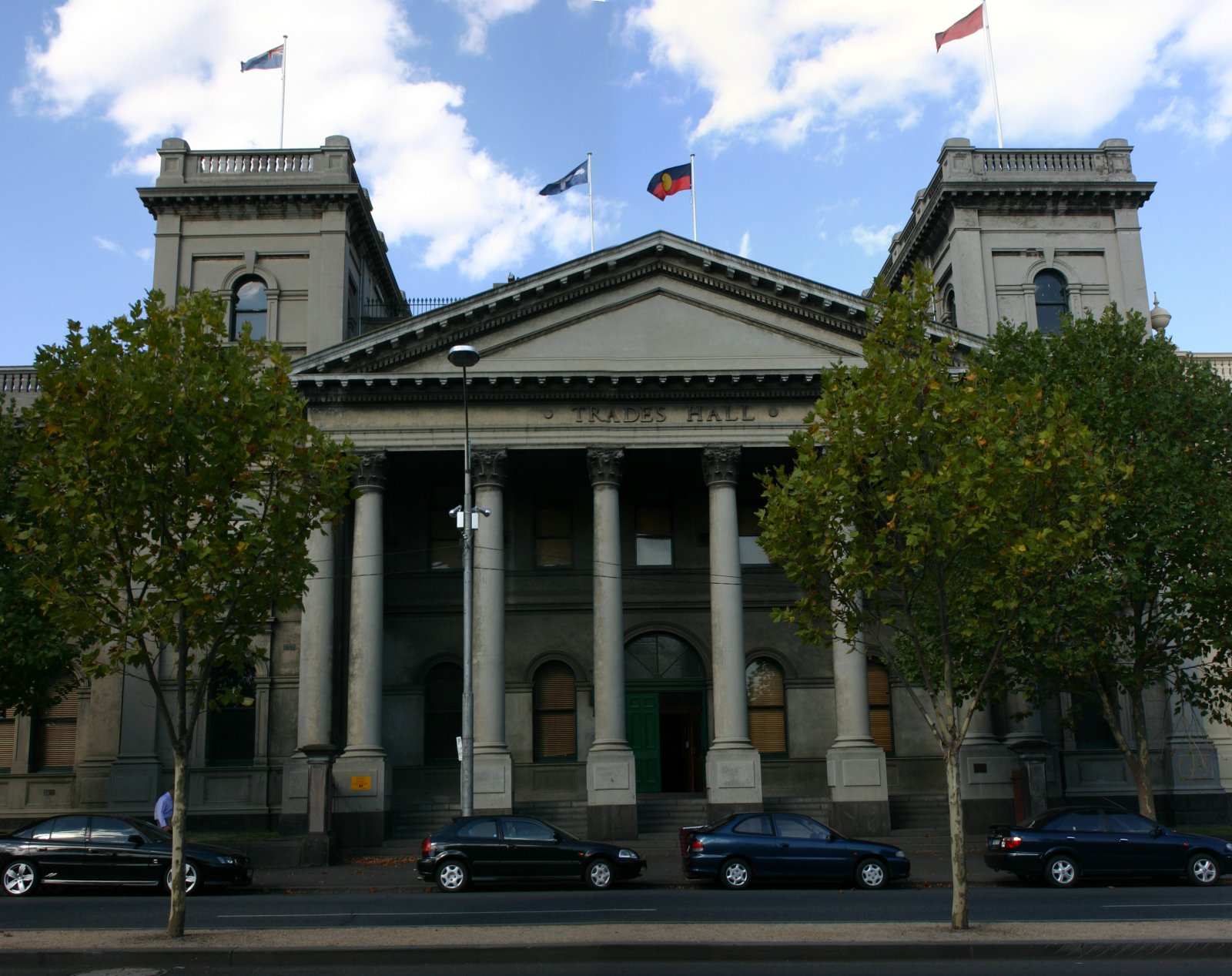
Melbourne Trades Hall im Vorort Carlton in der Lygon Street

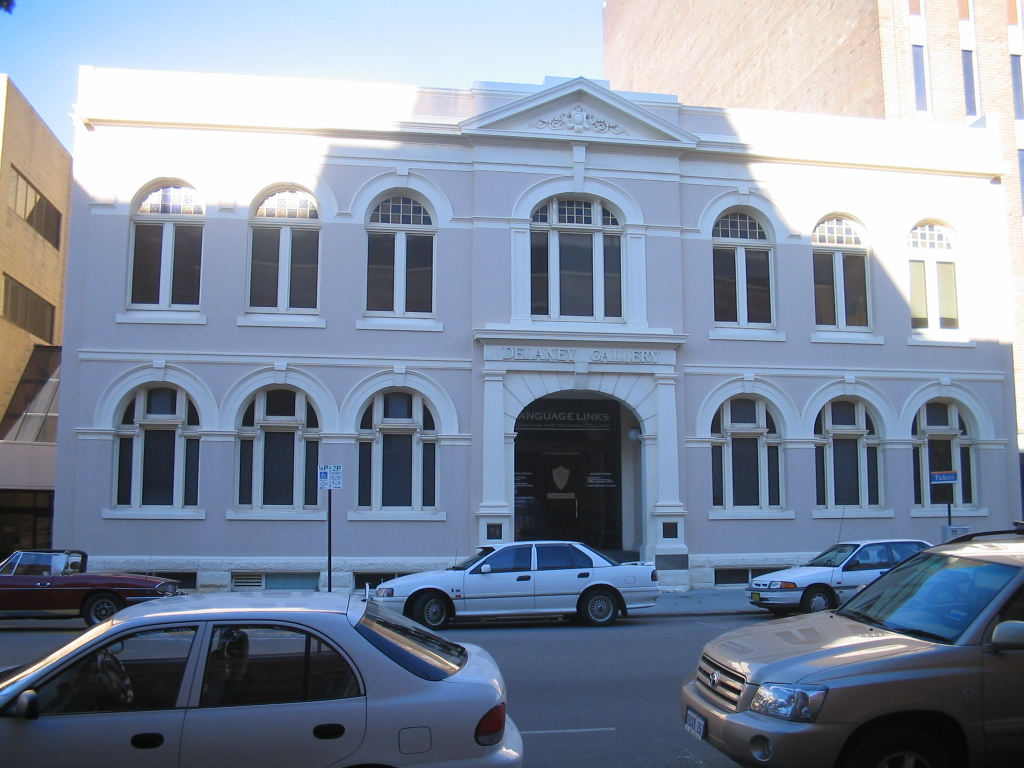
Perth Trades Hall in der Beaufort Street 74

Als Trades Hall (deutsch: Gewerkschaftshaus) wird ein Gebäude in Großbritannien, Schottland und Australien genannt, in dem sich die Gewerkschaften treffen. In diesen Gebäuden treffen sich regionale Gewerkschaftsorganisationen, die auch als Labor Council oder Trades Hall Council bekannt sind.
In diesen Häusern werden Kampagnen für die Interessen und Rechte der Arbeitenden geplant und koordiniert, Veranstaltungen gegen Rassismus und Faschismus und über die Zukunft der Arbeit abgehalten. Unterschiedliche Gewerkschaften koordinieren sich in diesen Häusern und reagieren auf lokale politische Ereignisse soweit sie von gewerkschaftlichem Belang sind. 
Diese Gewerkschaftshäuser werden manchmal the worker's parliament (das Arbeiter-Parlament) genannt.

## Beispiele
Bekannte Beispiele sind in
- Australien
  - Adelaide Trades Hall
  - Brisbane Trades Hall
  - Broken Hill Trades Hall
  - Hobart Trades Hall
  - Melbourne Trades Hall
  - Perth Trades Hall
  - Sydney Trades Hall
- Großbritannien
  - London Trades Union Councils
  - Glasgow Trades Union Council
  - Manchester Association Trades Union Councils
- Nordirland
  - Belfast and District Trades Council
- Republik Irland
  - Dublin Council of Trade Unions